# Kochlöffel
Kochlöffel GmbH est une chaîne de restaurants allemande dont le siège est situé à Lingen, en Basse-Saxe. La chaîne propose, entre autres, du poulet grillé, des currywurst, divers hamburgers, des salades, des frites et des boissons non alcoolisées.

## Chiffre d'affaires
En 2012, selon l'entreprise, un total de 3 millions de poulets demi-grillés, 6,7 millions de hamburgers, 1,4 million de saucisses frites, 400 000 portions de salade, environ 1 000 tonnes de frites et 1,4 million de litres de boissons ont été vendus.
Le fast-food a compté environ 11,5 millions de convives dans quelque 90 restaurants en 2012.

## Histoire
Le premier restaurant Kochlöffel a été fondé en 1961 par Martha van den Berg et son premier mari Heinrich Lobenberg à Wilhelmshaven. Après son décès quelques années plus tard, elle épouse Clemens van den Berg, originaire des Pays-Bas, en 1969. Ce dernier rejoint l'entreprise et la dirige avec sa femme.
Dans les années 1970 et 1980, le nombre de branches est passé de 20 à environ 120.
En 2010, la plus jeune fille de l'équipe, Julia, a rejoint la direction de l'entreprise avec son mari Torsten Hessler. Kochlöffel est toujours géré par la famille fondatrice.

## Expansion
En Pologne, Kochlöffel a été représenté de 1995 à fin 2015 sous le nom de « Conieco » ; en Turquie depuis septembre 2010 en coopération avec une franchise maîtresse.
Aujourd'hui, l'entreprise est représentée avec environ 90 restaurants exclusivement en Allemagne. 